# Arietidi
Arietidi so močan dnevni meteorski roj. Radiant Arietidov leži v ozvezdju Ovna (Ari) (Aries). Arietidi se pojavljajo od 22. maja do 24. julija, svoj vrhunec pa dosežejo 7. junija. Starševsko telo ni določeno z veliko verjetnostjo, predvidevajo pa, da je izvor Arietidov v asteroidu 1566 Ikar (obhodna doba okoli 409 dni), tirnica pa je podobna tudi kometu 96P/Machholz. Arietidi in meteorski roj Zeta Perzeidov sta najmočnejša dnevna meteorska roja. Nastaneta pri prehodu skozi dvojni tok meteoroidov.

## Zgodovina
Najprej so jih odkrili na Observatoriju Jodrell Bank poleti leta 1947 s pomočjo radijskih naprav. Od takrat dalje so jih proučevali tudi s pomočjo radarskih opazovanj. Tirnica je bila določena šele leta 1951 

## Opazovanje
Radiant leži v ozvezdju Vodnarja (latinsko Aries). Roja s prostim očesom ne moremo videti. Opazuje se ga lahko samo s pomočjo radijskih valov, ki nastanejo na poti meteorja. Ko delec roja potuje skozi atmosfero na njegovi poti  ostane sled, ki jo sestavljajo ionizirani atomi iz atmosfere. Ionozirane sledi meteorjev nastanejo na višini od 85 do 105 km.Te sledi odbijajo radijske valove, ki jih oddajajo oddajniki na površini Zemlje. Odbite valove lahko zaznamo z radijskimi sprejemniki. 
Meteorji so precej počasni in svetli, ker se gibljejo horizontalno skozi atmosfero. Ker je ozvezdje Ovna ob vrhuncu roja blizu Sonca, se meteorji tega roja in Perzeidi zelo težko vidijo. Nekaj jih kljub temu lahko opazimo zjutraj eno uro pred vzhodom Sonca.
| Datum     | Radiant                      | Stopinj zahodno od Sonca |
| --------- | ---------------------------- | ------------------------ |
| 18. maj   | 01:48 (027) +21              | 26 (HD 10883)            |
| 25. maj   | 02:14 (034) +22 zahodni Oven | 26 (HD 13572)            |
| 1. junij  | 02:36 (039) +23 srednji Oven | 27 (HD 16198)            |
| 8. junij  | 03:02 (046) +25 vzhodni Oven | 28 (HD 18737)            |
| 15. junij | 03:24 (051) +26              | 30 (60 Ovna)             |
| 22. junij | 03:51 (058) +27 zahodni Bik  | 30 (HD 283022)           |

Z 22. junijem se je radiant premaknil v ozvezdje Bika (3h 51m +27), ki je enako ozvezdje, v katerem imajo vrhunec tudi Beta Tauridi 28. junija.